# Boulevard Lascrosses
Le boulevard Lascrosses (en occitan : baloard de las Cròsas) est une voie de Toulouse, chef-lieu de la région Occitanie, dans le Midi de la France. C'est une des artères ceinturant l'hyper-centre-ville de Toulouse, prolongée au sud par l'avenue Paul-Séjourné et le pont des Catalans, et à l'est par les boulevards d'Arcole et de Strasbourg.

## Situation et accès

### Description
Le boulevard Lascrosses est une voie publique. Il se situe au nord du centre historique, à la limite des quartiers Arnaud-Bernard, au sud, et Compans-Caffarelli, au nord.
Le boulevard Lascrosses naît dans le prolongement du boulevard d'Arcole, après le rond-point Jean-Jacques-Laffont qui se forme au carrefour de la place Arnaud-Bernard, de la rue de Toul et de l'avenue Honoré-Serres. Rectiligne et long de 1 050 mètres, d'une largeur de 45 mètres, il est orienté au sud-ouest. Il se termine en débouchant sur l'allée de Barcelone, au niveau du square de l'Héraclès.
La chaussée compte, entre le rond-point Jean-Jacques-Laffont et la rue du Béarnais, trois voies de circulation automobile dans chaque sens, la voie de droite étant réservée à la circulation des transports en commun et des cyclistes. Entre la rue du Béarnais et l'allée de Barcelone, au niveau du square de l'Héraclès, elle ne compte plus qu'une seule voie de circulation dans chaque sens. Du côté des numéros pairs, au nord, une voie de circulation aménagée en contre-allée est également utilisée comme voie cyclable tandis que, du côté du square de l'Héraclès, au sud, il existe une piste cyclable.

### Voies rencontrées
Le boulevard Lascrosses rencontre les voies suivantes, dans l'ordre des numéros croissants (« g » indique que la rue se situe à gauche, « d » à droite) :
1. Place Arnaud-Bernard (g)
2. Avenue Honoré-Serres (d)
3. Rond-point Jean-Jacques-Laffont
4. Rue de Toul (d)
5. Rue Léonce-Castelbou (g)
6. Rue du Canon-d'Arcole (d)
7. Esplanade Compans-Caffarelli (d)
8. Rue Lascrosses (g)
9. Boulevard Armand-Duportal (g)
10. Rue Louis-François-Lejeune (g)
11. Place Jean-Delmas (d)
12. Rue Lancefoc (g)
13. Boulevard du Maréchal-Leclerc (g)
14. Rue de Sébastopol (d)
15. Rue de Rennes (g)
16. Rue Bergeaud (g)
17. Rue Roode (g)
18. Rue du Béarnais
19. Avenue Paul-Séjourné (g)
20. Rue Émile-Brouardel (d)
21. Allée de Barcelone

### Transports
Le boulevard Lascrosses est desservi par la station Compans-Caffarelli de la ligne  du métro. Elle est aussi parcourue et desservie par les lignes de Linéo L1L14 et de bus 1563, ainsi que la navette Aéroport. Les deux lignes de bus 2970 ont également un arrêt à proximité directe, le long du boulevard d'Arcole.
Il existe également plusieurs stations de vélos en libre-service VélôToulouse le long du boulevard Lascrosses ou à proximité : les stations no 86 (23 rue du Béarnais), no 87 (47 boulevard Lascrosses), no 88 (17 ter boulevard Lascrosses), no 89 (1 esplanade Compans-Caffarelli), no 90 (3 bis boulevard Lascrosses), no 91 (48 boulevard d'Arcole) et no 107 (1 rue de Sébastopol).

## Odonymie
Le boulevard Lascrosses tient son nom du quartier qui le borde au nord, et qui portait au Moyen Âge celui de las Cròsas. C'était d'ailleurs le nom d'une des portes de l'enceinte du bourg Saint-Sernin et de la rue qui y aboutissait, ainsi que du chemin qui le traversait (actuelle rue Lucien-Lafforgue). Pour l'historien toulousain Bertrand Lavigne, le nom venait du cimetière principal du bourg Saint-Sernin, qui se trouvait hors-les-murs (emplacement de l'esplanade Compans-Caffarelli) et qu'on désignait ainsi à cause des croix placées sur les tombes (en occitan : crotz, croses au pluriel). L'hypothèse est rejetée par Pierre Salies, qui relie ce nom à des « creux » (en occitan : cròs, cròsas au pluriel), qui désignaient des fondrières et des terrains ravinés.
Quand on commença à aménager la première partie du boulevard, entre la place Arnaud-Bernard et la rue Lascrosses, on l'appela boulevard de l'Artillerie, car il longeait au nord l'École d'Artillerie (emplacement de la Cité administrative et du campus Arsenal de l'université Toulouse-I-Capitole). En 1847, comme on prévoyait de prolonger le boulevard à l'ouest, on le renomma du nom qu'avait toujours eu le quartier, et il devint boulevard Lascrosses.

## Histoire

### Moyen Âge et période moderne
Dans la chanson de la croisade albigeoise ([214.], 31), la « barbacana de Las Crozas » est mentionnée lorsque les faydits tentent de défendre Toulouse au début de 1219 contre les croisés français.

### Époque contemporaine

#### Révolution française et Premier Empire
C'est la Révolution française qui est le point de départ de l'aménagement de l'actuel boulevard. En 1790, les congrégations religieuses sont interdites et dissoutes, tandis que leurs propriétés deviennent biens nationaux. Ainsi, le couvent des Chartreux, le couvent des Capucins et l'église Saint-Pierre-des-Cuisines, s'ils restent la propriété de la ville, passent entre les mains du ministère de la Guerre. L'église Saint-Pierre-des-Cuisines devient une salle d'armes, le couvent des Chartreux est occupé par l'Arsenal, avec un atelier de fabrication d'armes, un dépôt d'armes et un magasin à poudre, tandis que le couvent des Capucins et ses vastes jardins servent de magasin général des hospices, avant qu'on y ouvre finalement une École d'artillerie.
En 1789, la liberté de conscience ayant été affirmée par la Déclaration des droits de l'homme et du citoyen, les cultes protestant et juif sont autorisés. Les autorités municipales doivent céder un terrain, le long de la rue du Béarnais, pour y aménager deux cimetières : le cimetière des Protestants (emplacement des actuels no 65 à 81) et le cimetière des Juifs (emplacement des actuels no 34 à 46).
En 1808, la municipalité saisit l'occasion de la visite de l'empereur Napoléon Ier pour demander la démolition des remparts. Le décret impérial du 27 juillet cède à la ville le terrain des anciens remparts qui sont progressivement abattus entre 1815 et 1825, n'étant conservée que la partie qui longe l'Arsenal et l'École d'artillerie. Dans le même temps, un boulevard – le boulevard de l'Artillerie – est tracé et aménagé selon les plans de l'architecte de la ville, Jacques-Pascal Virebent, entre l'ancienne porte Arnaud-Bernard (emplacement de l'actuel no 9 place Arnaud-Bernard) et l'ancienne porte Lascrosses (emplacement de l'actuel no 15 rue Lascrosses). Il se prolonge ensuite au sud, en longeant la partie du rempart qui a été conservée (actuel boulevard Armand-Duportal).

#### AuXIXesiècle
Dans la première moitié du XIXe siècle, le boulevard de l'Artillerie devient le cœur militaire de la ville. Une première caserne, la caserne Lascrosses, est aménagée au carrefour de la rue Lascrosses. En 1846, la municipalité décide la construction d'une nouvelle caserne, le long du boulevard sur les terrains de las Croses, principalement des champs et des jardins. Le « Quartier neuf d'artillerie », achevé en 1851, agrandi en 1856, est affecté à un régiment d'artillerie à cheval : il prend le nom de Maximilien de Caffarelli du Falga, général de la Révolution d'origine lauraguaise. En 18, on construit le « Nouveau quartier d'artillerie », qui reçoit le nom d'un autre général de la Révolution et de l'Empire, Jean Dominique Compans. À la fin du siècle, la caserne Caffarelli est occupée par le 18e régiment d'artillerie, la caserne Compans par le 23e régiment d'artillerie.
Le boulevard s'urbanise peu à peu, d'est en ouest, à partir de la place Arnaud-Bernard. Les immeubles s'élèvent entre la place Arnaud-Bernard et la rue Lascrosses (actuels no 1 ; no 2 à 16). Cette partie du boulevard est particulièrement animée, par la présence de cafés et de restaurants, et par le trafic que connaît le faubourg Arnaud-Bernard autour de la rue du même nom (actuelle avenue Honoré-Serres), principale porte d'entrée au nord de la ville. Au-delà, jusqu'au boulevard Saint-Pierre (actuel boulevard du Maréchal-Leclerc), on trouve quelques immeubles et plusieurs maisons (actuels no 19 à 31, et 37 à 45). Dans le même temps, la municipalité décide de prolonger le boulevard de l'Artillerie – qui prend alors le nom de Lascrosses – vers l'ouest jusqu'au canal de Brienne. En 1847, le cimetière de Saint-Pierre est vendu, mais les premiers travaux d'aménagement doivent attendre 1875 : à cette date, le boulevard atteint la rue de Sébastopol. Comme le nouveau boulevard doit traverser les deux cimetières des Juifs et des Protestants (emplacement des actuels no 65 à 81 et no 34 à 46), il faut attendre le transfert en 1884 des corps au cimetière de Terre-Cabade. Les travaux se poursuivent jusqu'en 1890, mais s'arrêtent alors au niveau de la rue du Béarnais.

#### AuXXesiècle
En 1892, les habitants du quartier des Amidonniers avaient demandé la continuation du boulevard jusqu'au canal de Brienne, ainsi qu'un pont sur celui-ci. Finalement, en 1900, les travaux du boulevard Lascrosses sont achevés par l'aménagement d'un square triangulaire, qui reçoit la statue de l’Héraklès archer du sculpteur Antoine Bourdelle. Parallèlement, la construction du pont des Catalans sur la Garonne par l'ingénieur Paul Séjourné entre 1903 et 1908 est prolongée par le tracé de l'avenue des Catalans (actuelle avenue Paul-Séjourné) et du pont qui franchit le canal de Brienne jusqu'au boulevard Lascrosses.
Ainsi, dans la première moitié du XXe siècle, la dernière partie du boulevard Lascrosses, qui traverse le faubourg Saint-Pierre, s'urbanise progressivement et prend un air de quartier résidentiel avec la construction de nombreuses maisons (actuels no 49 à 55, 61, 63 et 81 ; no 56 à 60). La population est en partie constituée d'ouvriers qui travaillent à l'usine du Bazacle, dans les usines du quartier des Amidonniers ou à l'usine à gaz. Cette dernière, fondée vers 1860 par la société Cibiel le long du boulevard de la Marquette, s'est considérablement agrandie et s'étend jusqu'au boulevard Lascrosses (emplacement des actuels no 24 à 46). Au début du siècle, elle est passée entre les mains de la Compagnie française du Centre et du Midi pour l'éclairage au gaz, qui construit plusieurs gazomètres, qui fournissent le gaz aux foyers toulousains. Le plus imposant, construit en 1915, est le G.7, qui sert à réguler le gaz par distillation du charbon.
C'est dans la deuxième moitié du XXe siècle que le quartier du boulevard Lascrosses connaît les transformations qui lui ont donné en grande partie son visage actuel. En 1951, l'Arsenal a quitté le quadrilatère qu'il occupe entre le boulevard Lascrosses, le boulevard Armand-Duportal et la rue Valade. Le service des Domaines de l'État décide d'implanter sur la partie nord, un espace de 3,2 hectares, une cité administrative pour y accueillir les services de son administration qui sont dispersés en ville et regrouper plus d'un millier d'agents. Un vaste bâtiment de style moderne est construit en 1965 par les architectes Paul de Noyers et Louis de Hoÿm de Marien (actuels no 17 bis-17 ter), provoquant la démolition d'une partie de l'ancien rempart de la ville pour la Caisse régionale d'assurance maladie.
Parallèlement, la découverte du gaz de Lacq condamne la vieille usine à gaz du boulevard Lascrosses. À partir de 1943, le gaz naturel venu des Pyrénées remplace cette ancienne activité et le nouvel opérateur, EDF-GDF, regroupe ses activités, ne conservant qu'une partie des terrains, où un immeuble de bureaux est élevé (actuel no 30-32), tandis que de nouveaux immeubles d'habitation sont construits le long du boulevard Lascrosses (actuels no 24 à 28 et 34 à 46).
L'opération urbaine la plus considérable reste cependant l'aménagement de la ZAC Compans-Caffarelli. En 1972, le Syndicat mixte des transports en commun (SMTC) cède un premier terrain, tandis que, en 1977, le ministère de la Défense abandonne les deux casernes Compans et Caffarelli, libérant un vaste espace de 19 hectares qui s'étend entre le boulevard Lascrosses et le boulevard de la Marquette, le long du canal du Midi. En 1979, une convention d'étude est approuvée entre la ville et la Société d'équipement Toulouse Midi-Pyrénées (SETOMIP), société d'économie mixte. À la suite du concours d'architectes lancé en 1980, la démolition des bâtiments des casernes commence en 1981 et s'étale jusqu'en 1983.
Le cœur de la ZAC est occupé par un vaste parc de 10 hectares, le jardin Compans-Caffarelli, aménagé entre 1980 et 1983, sur les plans du bureau d'architectes Arc-Grezy. Une statue du chanteur Carlos Gardel, né en 1890 dans une maison voisine (actuel no 4 rue du Canon-d'Arcole), est installée près de l'entrée du jardin sur le boulevard Lascrosses. Progressivement sont élevés, le long du boulevard Lascrosses, les immeubles Toulouse 2000 (actuels no 1-3 esplanade Compans-Caffarelli) et Atria (actuels no 4-9 esplanade Compans-Caffarelli), pour accueillir une galerie commerciale (le Centre commercial Reflets Compans), plusieurs commerces et restaurants, un hôtel et des bureaux. À l'ouest de la ZAC Compans-Caffarelli, trois immeubles sont construits entre 1985 et 1987, l'un pour recevoir la Chambre de métiers de la Haute-Garonne (actuel no 18 bis), les deux autres pour abriter l'École supérieure de commerce de Toulouse (actuels no 20 et 20 bis). Trop à l'étroit dans les locaux de l'ancien hôtel Saint-Jean (actuel no 32 rue de la Dalbade) qui l'abrite depuis 1902, jugé mal adapté aux nécessités modernes, l'École est installée dans ses nouveaux locaux en 1987.

#### AuXXIesiècle
Le réaménagement du quartier se poursuit avec l'ouverture en juin 2007 de la station Compans-Caffarelli de la ligne B du métro, face à la Cité administrative et à l'esplanade Compans-Caffarelli. La station devient rapidement une des principales stations du réseau de transports et, en 2018, elle est la troisième station la plus fréquentée. Entre 2013 et 2015, le centre commercial Compans est également rénové.
En 2023, le déménagement de la Cité administrative à Jolimont, sur le site Lemaresquier, ouvre de nouvelles perspectives pour l'avenir du bâtiment de la Cité administrative.

## Patrimoine et lieux d'intérêt

### Cité administrative
- no  17 bis-17 ter : emplacement du couvent des Chartreux ; emplacement de l'École d'Artillerie ; cité administrative. 
Une cité administrative est construite à l'emplacement de terrains qui appartenaient au couvent des Chartreux, jusqu'à la Révolution française, puis à l'École d'Artillerie. La Cité administrative est construite en 1957[20].

### ZAC Compans-Caffarelli
- no  18 bis : Chambre de métiers et de l'artisanat de la Haute-Garonne.
- no  20 : École supérieure de commerce de Toulouse ; Toulouse Business School.

### Immeubles et maisons
- no  3-3 ter : résidence Lascrosses (1960-1963)[21].

- no  5-11 : résidence Castelbou.
La résidence Castelbou est construite entre 1963 et 1966. Elle complète le vaste projet de construction d'immeubles de grande hauteur le long du boulevard Lascrosses, construits dans les années précédentes – la résidence des Grands boulevards (actuels no 15-17) et la résidence Georges-V (actuel no 13). Elle s'inscrit en particulier dans le prolongement du projet porté par la Société coopérative du boulevard Lascrosses qui vient d'achever la première tranche de son immeuble (actuels no 3-7)[22].

- no  13 : résidence Georges-V (1960-1963, Édouard Weiler)[23].
- no  15-17 : résidence des Grands boulevards (1957-1960, Michel Munvez)[24].

- no  51 bis : maison. 
La maison, construite en 1923 par l'architecte Étienne Gogé, est représentative de l'influence de l'Art nouveau à Toulouse. Le rez-de-chaussée repose sur un faux solin en béton enduit, décoré d'une frise de galets alternés. La porte cochère est surmontée d'une corniche qui se termine en volutes. Elle se prolonge pour donner naissance au balconnet de la fenêtre du 1er étage. Les autres fenêtres du 1er étage ont des balconnets soutenus de consoles. Elles ont des garde-corps en fonte[25].

- no  48 : résidence U-Topie. 
L'immeuble, construit entre 2014 et 2015 sur les plans de l'architecte Jean-Marc Durin, est un exemple d'architecture contemporaine à Toulouse. Il s'élève sur sept étages et 17 mètres, à l'angle de la rue du Béarnais. L'ossature est en béton. Le rez-de-chaussée et le 1er étage sont couverts de carreaux de verre fumé qui forment un mur-rideau. Les étages supérieurs sont revêtus d'une résille d'aluminium, d'où émergent les cadres rectangulaires en béton des fenêtres et des balcons, rehaussés de couleurs vives – rouge, jaune et bleu. La nuit, huit spots lumineux rouge, orange, violet, bleu, rose et jaune éclairent la façade[26].

- no  50-52 : immeubles Héraklès I et II. 
Les deux immeubles Héraklès I et II ont été construits, le premier entre 1961 et 1963, le deuxième entre 1964 et 1966, par l'architecte André Boudes, représentant du mouvement moderne à Toulouse. Les deux immeubles composent un ensemble monumental face au square de l'Héraclès. Chaque immeuble, large de six travées, s'élève sur dix étages. Chaque travée se compose de loggias superposées, qui forment des lignes verticales qui s'entrecroisent avec les lignes horizontales des bandeaux bleus en émaux de Briare des garde-corps. Le béton est utilisé pour appuyer les lignes verticales – poteaux, chaînages – et horizontales – poutres, linteaux. Le modèle de l'immeuble est repris en 1965 pour les deux immeubles Les Pins (actuels no 36-38 et 40-42 allée des Demoiselles)[27].